# XVIII Cuerpo Aerotransportado
El XVIII Cuerpo Aerotransportado (del inglés: XVIII Airborne Corps) es el cuerpo del Ejército de los Estados Unidos diseñado para un rápido despliegue en cualquier punto del mundo. Está formado por aproximadamente 88 000 soldados distribuidos en cuatro divisiones. Su cuartel general se encuentra en Fort Bragg (Carolina del Norte).

## Estructura
El XVIII Cuerpo Aerotransportado lo componen las siguientes formaciones:
- 3.ª División de Infantería (Fort Stewart, Georgia)
- 10.ª División de Montaña (Fort Drum, Nueva York)
- 82.ª División Aerotransportada(Fort Bragg, Carolina del Norte)
- 101.ª División Aerotransportada (Fort Campbell (Kentucky)
- 18.ª Brigada de Fuego (Fort Bragg, Carolina del Norte)
- 20.ª Brigada de Ingenieros (Fort Bragg, Carolina del Norte)
- 525.ª Brigada de Vigilancia del Campo de Batalla (Fort Bragg, Carolina del Norte)
- 16.ª Brigada de Policía Militar (Fort Bragg, Carolina del Norte)
- 44.º Mando Médico (Fort Bragg, Carolina del Norte)
- 1er Mando de Apoyo del Teatro de Operaciones (Fort Bragg, Carolina del Norte)
  -  3.ª Brigada de Sostenimiento (Fort Stewart, Georgia)
  -  10.ª Brigada de Sostenimiento (Fort Drum, Nueva York)
  -  82.ª Brigada de Sostenimiento (Fort Bragg, Carolina del Norte)
  - 101.ª Brigada de Sostenimiento (Fort Campbell, (Kentucky)